# Беніц
Беніц (нім. Benitz) — громада в Німеччині, розташована в землі Мекленбург-Передня Померанія. Входить до складу району Росток. Складова частина об'єднання громад Шваан.
Площа — 9,50 км2. Населення становить 398 ос. (станом на 31 грудня 2020).